# Connecticut Open 2014
Connecticut Open 2014 byl profesionální tenisový turnaj pořádaný jako součást ženského okruhu WTA Tour, který se odehrával na otevřených dvorcích s tvrdým povrchem v areálu Cullman-Heyman Tennis Center. Konal se mezi 15. až 23. srpnem 2014 v americkém New Havenu, ležícím v Connecticutu, jako 46. ročník turnaje.
Jednalo se o poslední čtvrtý díl ženské části US Open Series 2014, jakožto závěrečné přípravy v týdnu před newyorským grandslamem US Open 2014. Turnaj s rozpočtem 795 707 dolarů patřil do kategorie WTA Premier Tournaments. Do roku 2013 nesl turnaj název New Haven Open at Yale.
Nejvýše nasazenou hráčkou ve dvouhře se stala světová dvojka a obhájkyně titulu Simona Halepová z Rumunska, kterou po volném losu ve druhém kole vyřadila Slovenka Magdaléna Rybáriková. Ta podlehla ve finále turnajové dvojce Petře Kvitové po dvousetovém průběhu. Češka si tak na okruhu WTA Tour připsala třináctý titul a druhý z New Havenu, když na něm triumfovala již v roce 2012. V sezóně 2013 pak skončila jako poražená finalistka. Deblovou soutěž opanovala slovinsko-španělská dvojice Andreja Klepačová a Sílvia Solerová Espinosová.

## Ženská dvouhra

### Nasazení
| Stát                           | Hráčka                    | WTA | Nasazení |
| ------------------------------ | ------------------------- | --- | -------- |
| Rumunsko                       | Simona Halepová           | 2.  | 1.       |
| Česko                          | Petra Kvitová             | 4.  | 2.       |
| Kanada                         | Eugenie Bouchardová       | 8.  | 3.       |
| Dánsko                         | Caroline Wozniacká        | 12. | 4.       |
| Slovensko                      | Dominika Cibulková        | 13. | 5.       |
| Itálie                         | Flavia Pennettaová        | 14. | 6.       |
| Itálie                         | Sara Erraniová            | 15. | 7.       |
| Španělsko                      | Carla Suárezová Navarrová | 16. | 8.       |
| Žebříček WTA k 11. srpnu 2014. |                           |     |          |

### Jiné formy účasti
Následující hráčky obdržely divokou kartu do hlavní soutěže:
- Dominika Cibulková
- Kirsten Flipkensová
- Andrea Petkovicová
- Samantha Stosurová

Následující hráčky si zajistily postup do hlavní soutěže v kvalifikaci:
- Timea Bacsinszká
- Irina-Camelia Beguová
- Belinda Bencicová
- Misaki Doiová
- Pcheng Šuaj
- Sílvia Solerová Espinosová
  -  Caroline Garciaová – jako šťastná poražená

### Odstoupení
před zahájením turnaje
- Carla Suárezová Navarrová
- Čang Šuaj

## Ženská čtyřhra

### Nasazení
| Stát                                                                       | Hráčka                        | Stát       | Hráčka                 | WTA | Nasazení |
| -------------------------------------------------------------------------- | ----------------------------- | ---------- | ---------------------- | --- | -------- |
| Zimbabwe                                                                   | Cara Blacková                 | Indie      | Sania Mirzaová         | 11. | 1.       |
| Česko                                                                      | Květa Peschkeová              | Slovinsko  | Katarina Srebotniková  | 17. | 2.       |
| Maďarsko                                                                   | Tímea Babosová                | Francie    | Kristina Mladenovicová | 28. | 3.       |
| Tchaj-wan                                                                  | Čan Chao-čching               | Čína       | Čeng Ťie               | 40. | 4.       |
| Španělsko                                                                  | Anabel Medinaová Garriguesová | Kazachstán | Jaroslava Švedovová    | 51. | 5.       |
| Žebříček WTA k 11. srpnu 2014; číslo je součtem umístění obou členek páru. |                               |            |                        |     |          |

### Jiné formy účasti
Následující páry obdržely divokou kartu do hlavní soutěže:
- Nicole Gibbsová /  Grace Minová

Následující pár nastoupil do čtyřhry z pozice náhradníka:
- Alison Riskeová /  Coco Vandewegheová

### Odstoupení
před zahájením turnaje
- Kristina Mladenovicová (poranění bederní páteře)

## Přehled finále

### Ženská dvouhra
- Petra Kvitová vs.  Magdaléna Rybáriková, 6–4, 6–2

### Ženská čtyřhra
- Andreja Klepačová /  Sílvia Solerová Espinosová vs.  Marina Erakovicová /  Arantxa Parraová Santonjaová, 7–5, 4–6, [10–7]